# 트레몰로

트레몰로 표기법 그리고

음악에서, 트레몰로(Tremolo)는 떨리는 효과이다. 진음(震音)이라고도 한다.
- 한 음, 특히 휘어진 현악기에 사용되는, 활을 앞뒤로 빠르게 움직여서, 그것을 비스비글리안도(bisbigliando)라고 부르는 하프 위에서와 같은 현들을 뽑았다.

## 같이 보기
- 아르페지오